# Bulbul verdós d'Ansorge
El bulbul verdós d'Ansorge (Eurillas ansorgei) és una espècie d'ocell de la família dels picnonòtids (Pycnonotidae). Es troba a l'Àfrica occidental i central. Els seus hàbitats principals són els boscos tropicals i subtropicals de frondoses secs, els boscos tropicals i subtropicals de frondoses humits de les terres baixes i de l'estatge montà. El seu estat de conservació es considera de risc mínim.
L'epítet específic ansorgei fa referència al metge i zoòleg britànic William John Ansorge (1850-1913).